# 門野重九郎

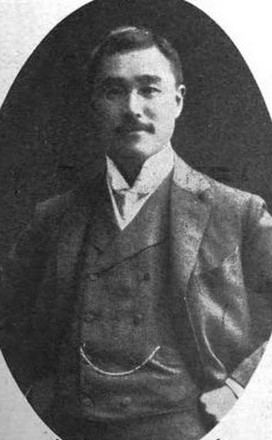
門野重九郎

門野 重九郎（かどの じゅうくろう/ちょうきゅうろう、1867年10月6日（慶応3年9月9日） - 1958年（昭和33年）4月24日）は、明治から昭和時代前期の実業家。実兄に千代田生命保険、日本徴兵保険創立者兼社長で勅撰貴族院議員の門野幾之進がいる。

## 経歴
志摩鳥羽藩の家老・門野亘理の二男として鳥羽（現三重県鳥羽市）に生まれる。1884年（明治17年）慶應義塾大学部理財学および法律学を修了後、1891年（明治24年）帝国大学工科大学土木工学科を卒業し、アメリカのペンシルバニア鉄道に入る。4年間に渡る鉄道敷設工事に従事したのち退社し、欧米の工業事情を視察後、1896年（明治29年）帰朝した。山陽鉄道で新線工事長として勤務後、大倉喜八郎の知遇を得て、1897年（明治30年）大倉組に入り、ロンドン支店長を長く務めたのち1909年（明治42年）に大倉組副頭取、1914年（大正3年）大倉土木（現大成建設の前身）会長となり、1937年（昭和12年）まで在任した。
ほか、東京商工会議所会頭、日本商工会議所会頭、上毛電気鉄道、南朝鮮鉄道、山東鉱業など多くの会社重役を務め、国際経済会議、国際商業会議などの国際会議にも参加した。河村瑞賢を崇敬し、鎌倉の建長寺の保存に私財を投じ、河村瑞賢墳墓保存会代表となり、1934年（昭和9年）には「河村瑞賢追憶碑」を建立した。墓所は青山霊園(1イ15-13)。

## 著作
- 『平々凡々九十年』実業之日本社、1956年。

## 栄誉
- 1938年、チリにおける大倉組としての貢献について、チリ政府からグランデ・オフィシエ・アル・メリット勲章を授与された[6]。

## 親族
- 兄：門野幾之進（実業家、貴族院勅選議員）[2][4]